# 8656 Cupressus
A 8656 Cupressus (ideiglenes jelöléssel 1990 QY8) a Naprendszer kisbolygóövében található aszteroida. Eric Walter Elst fedezte fel 1990. augusztus 16-án.